# Gerhard von Scharnhorst
Gerhard Johann David von Scharnhorst (Bordenau, 12 de novembro de 1755 — Praga, 28 de junho de 1813) foi chefe do estado-maior e general prussiano, notável por seus escritos, reformas no exército e liderança durante as guerras napoleônicas.

## Educação

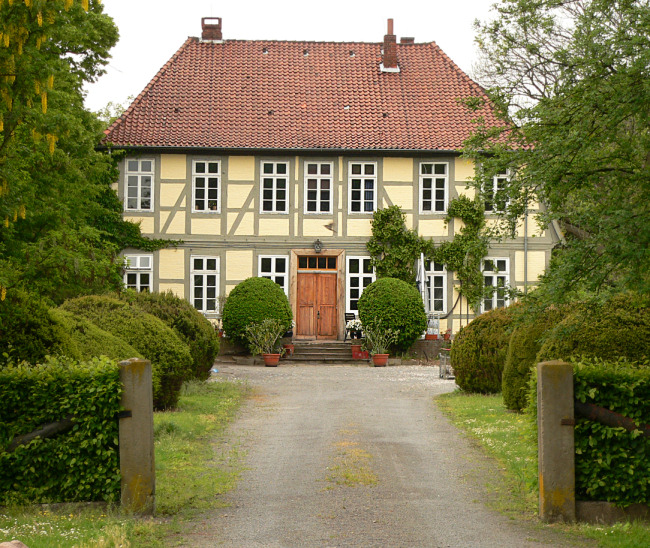
A casa paterna de Scharnhorst

Scharnhorst nasceu em Bordenau, próximo a Hanôver, numa família de fazendeiros, dedicou-se aos estudos e assim garantiu a sua admissão na academia militar de Wilhelmstein. Aproveitou seu tempo livre para melhorar a sua educação e seus conhecimentos literários e em 1783 foi indicado à nova escola de artilharia de Hanôver. Scharnhorst já havia fundado um jornal militar que, sob vários nomes, existiu até 1805 e no ano de 1788 ele escreveu e publicou um "Manual para oficiais nas se(c)ções aplicadas do serviço militar" e subsequentemente "Manual militar para uso em campo" (1792).
A renda gerada pela venda de seus livros era o seu principal sustento, ele ainda ocupava a patente de tenente e a fazenda em Bordenau era pouco lucrativa para manter a sua esposa (Clara Schmalz, irmã de Theodor Schmalz, primeiro diretor da Universidade de Berlim) e a sua família.

## Campanhas militares
Sua primeira campanha foi em 1793 nos Países Baixos, na qual serviu com excelência sob as ordens do Duque de York. Em 1794 ele fez parte da defesa de Menen e comemorou a fuga da guarnição inimiga em seu livro "Defesa da cidade de Menen" (1803), que junto com "As origens da boa sorte dos franceses na Guerra Revolucionária" compreendem suas obras mais conhecidas. Desde então ele foi promovido a major e uniu-se ao estado-maior do contingente de Hanôver.
Depois da Paz de Basileia (5 de março de 1795) Scharnhorst retornou a Hanôver. Sua fama espalhou-se pelos exércitos de vários estados aliados e desde então ele recebeu vários convites pedindo pela sua transferência. Tal acontecimento acabou por levá-lo ao rei Frederico Guilherme III da Prússia, que lhe concedeu um título de nobreza, a patente de tenente-coronel e um salário duas vezes maior do que ele recebia em Hanôver (1801). Foi contratado pela Academia de Guerra de Berlim, onde teve Clausewitz como um de seus estudantes, e fundou a sociedade militar berlinense. Scharnhorst serviu como tenente-comissário do Duque de Brunswick na guerra de 1806 e foi ferido em Auerstadt (14 de outubro de 1806). Uniu-se a Blücher nos últimos estágios da desastrosa campanha da quarta coalizão e acabou preso pelos franceses após a derrota na batalha de Lübeck (7 de novembro de 1806), sendo rapidamente trocado por outro prisioneiro. Posteriormente Scharnhorst teve um papel importante na liderança dos corpos-de-exército do general Wilhelm von L'Estocq, os quais serviram junto com os russos na batalha de Eylau, fato que lhe garantiu a mais alta honraria militar da Prússia, a Ordem Pour le Mérite.

## Reforma do exército prussiano

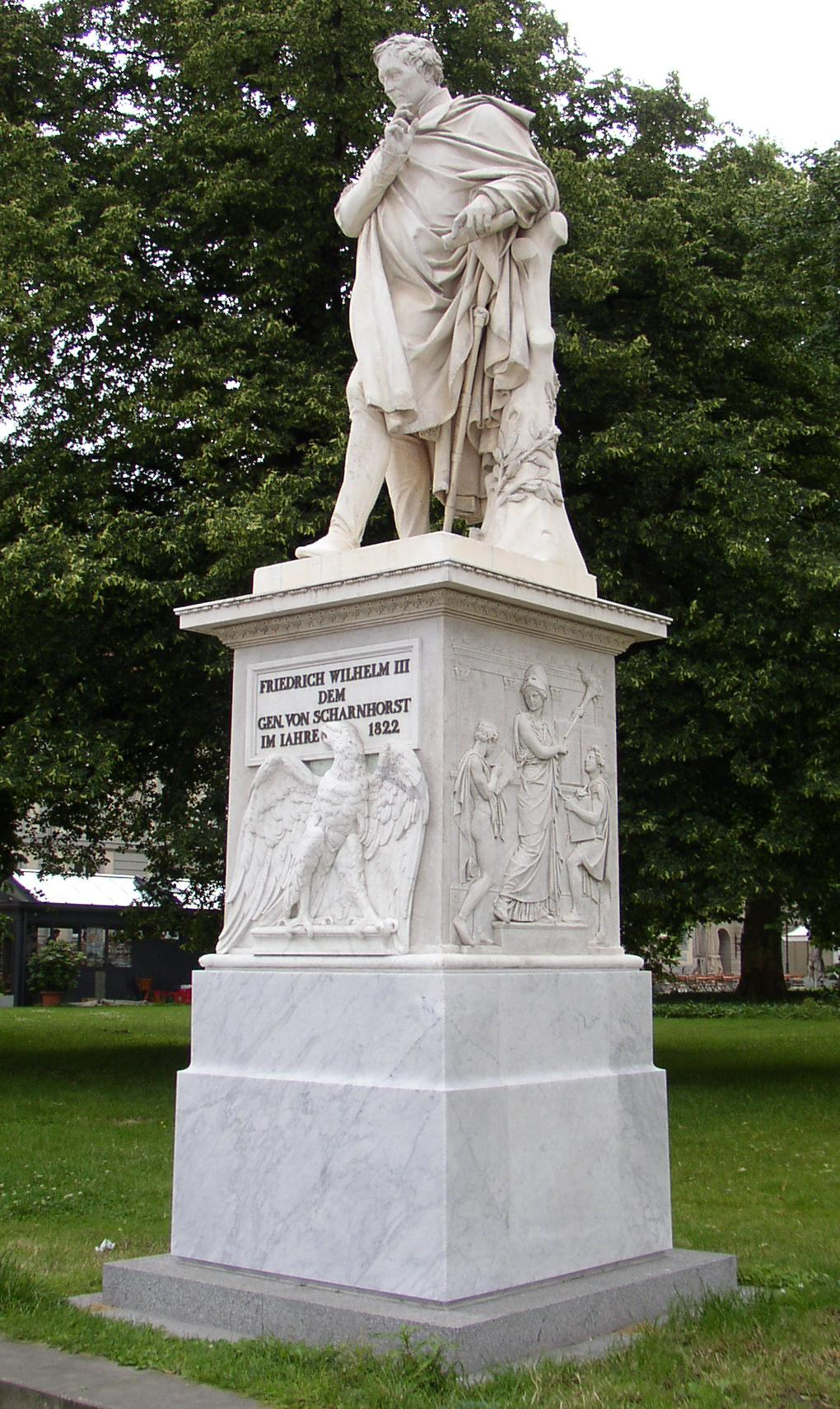
Monumento a Scharnhorst

Tornou-se evidente que as habilidades de Scharnhorst superavam as de um mero oficial do estado-maior. Educado sob as tradições da guerra dos sete anos, Scharnhorst teve sua experiência militar expandida gradualmente e havia abandonado as formas antiquadas de guerra, compreendendo que somente um exército nacional e uma política de luta em batalhas decisivas daria a resposta adequada para a situação política e estratégica provocada pela Revolução Francesa.
Alguns dias após a assinatura do Tratado de Tilsit ele foi promovido a major-general e tornou-se chefe da comissão de reforma que incluía os mais jovens e melhores oficiais da Prússia, como Gneisenau, Grolman, Boyen e Clausewitz. O próprio barão de Stein integrou a comissão e garantiu a Scharnhorst acesso livre ao rei Frederico Guilherme III, assegurando a sua promoção a general-ajudante-de-campo. Os planos de reforma logo despertaram as suspeitas de Napoleão, obrigando Frederico Guilherme a suspendê-los ou cancelá-los.
Scharnhorst deixou Berlim quando a Prússia despachou um exército auxiliar sob as ordens de Napoleão e foi forçada a participar de uma aliança contra a Rússia. Enquanto esteve fora do serviço militar ele escreveu um livro sobre armas de fogo, Über die Wirkung des Feuergewehrs (1813). A retirada francesa de Moscovo em 1812 abriu o caminho para o retorno de Scharnhorst ao novo exército nacional da Prússia.

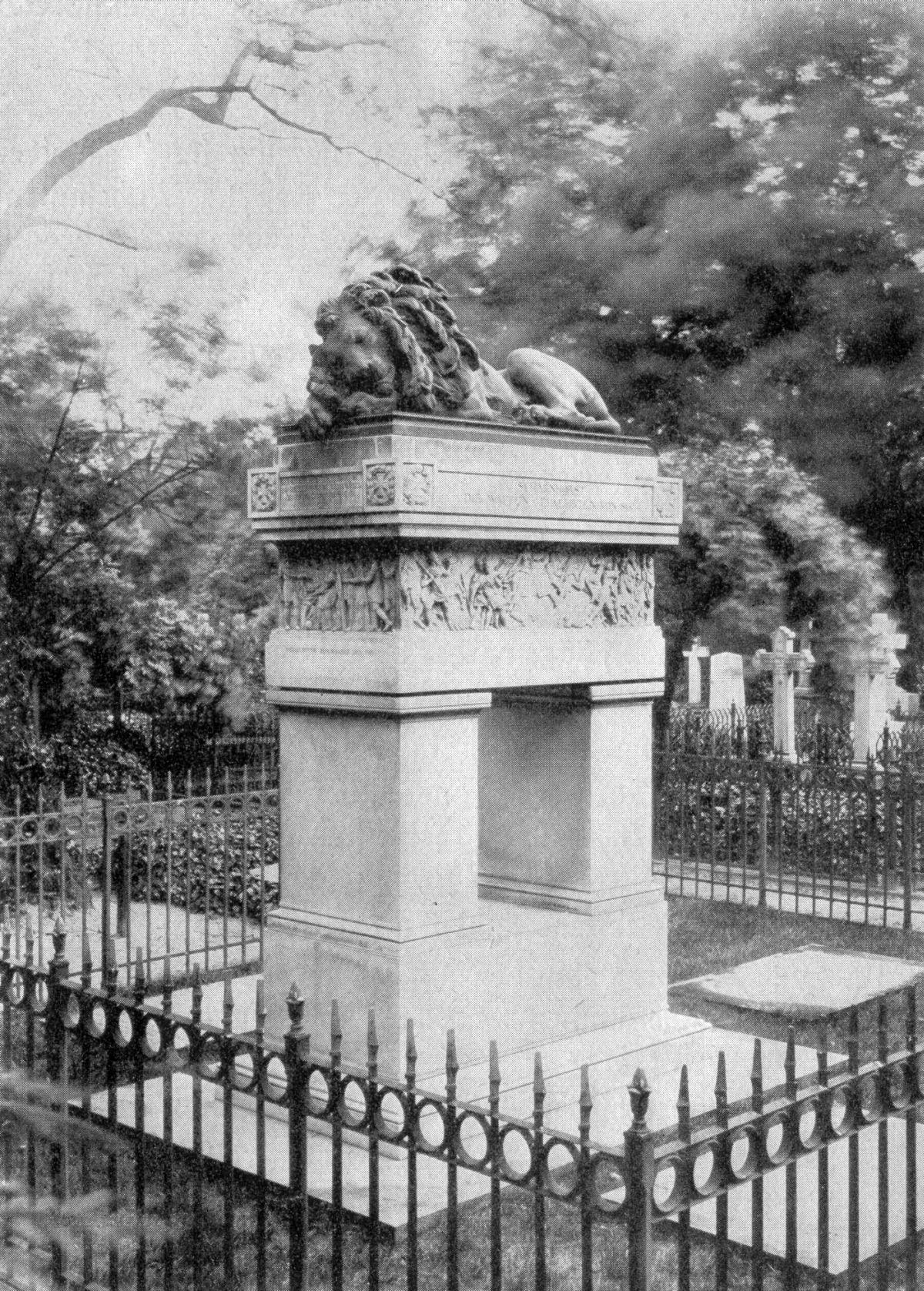
Sepultura de Scharnhorst em fotografia de 1925, Cemitério dos Inválidos

## Última campanha militar
Scharnhorst foi reconvocado ao quartel-general do rei e promovido a chefe do estado-maior de Blücher. O príncipe russo Wittgenstein demonstrou interesse em tê-lo temporariamente como estado-maior. Blücher concordou. Na primeira batalha da sexta coalizão, em Lützen (2 de maio de 1813), a Prússia foi derrotada, mas dessa vez Napoleão falha ao tentar perseguir o exército prussiano. Scharnhorst é ferido no joelho esquerdo e morre algumas semanas depois, na cidade de Praga (Scharnhorst estava a caminho de Viena para negociar a intervenção militar austríaca com Schwarzenberg e Radetzky), em 28 de junho de 1813, por falta de cuidados adequados. Pouco antes de sua morte, ele havia recebido a promoção a tenente-general.
Frederico Guilherme III mandou erigir uma estátua em sua homenagem. Várias embarcações alemãs, quartéis da Bundeswehr e um distrito da cidade de Dortmund também levam o seu nome.

## Obras
- Handbuch für Offiziere in den angewandten Teilen der Kriegswissenschaften
- Militärische Denkwürdigkeiten.
- Handbuch der Artillerie.
- Militärisches Taschenbuch zum Gebrauch im Felde. ISBN 3764808411
- Über die Wirkung des Feuergewehrs. Für die Königl. Preußischen Kriegs-Schulen ISBN 3-7648-0181-6
- Ausgewählte Schriften. ISBN 37648-12737
- Ausgewählte militärische Schriften ISBN 3327000247